# マイプロテイン
マイプロテイン（英語: Myprotein）は、イギリスのオンラインの小売業者で、プロテインやビタミン、プロテインスナックなどのスポーツ栄養食品やフィットネスウェアなどを製造および販売している。拠点はマンチェスターにある。 
2004年にオリバー・コックソンにより設立され、2011年6月に英国オンライン小売業者のザ・ハットグループ（英語: The Hut Group）に買収された。
2015年12月、マイプロテインは、Kentucky Cabin for Economic Developmentとケンタッキー州Bullitt Countyに英国外の最初の生産施設を建設することの合意を発表した。マイプロテイン（Cend Limitedとして登録）は、この地域で350人の新たな雇用を創出することを計画し生産および流通施設を借りるために1700万ドルを投資した。
2020年9月、マイプロテインを運営するザ・ハットグループはロンドン証券取引所にティー・エイチ・ジー・ホールディングス（英語：THG Holdings PLC）として上場した。。
　

## スポーツパートナーシップ
スポーツニュートリション業界の活動として、マイプロテインは英国とカナダのさまざまなスポーツチームと提携している。 
現在、マイプロテインは次のスポーツチームと提携している。 
- セント・ヘレンズRFC[5]
- ウォリントン・ウルブズ[6]
- ロンドン・ブロンコズ[7]
- セール・シャークス[8]
- バーンリーFC[9]
- ノッティンガム・フォレストFC（ノッティンガム大学）[10][11]
- トロント・ウルフパック

## 異物混入に関する議論
2017年4月、顧客のAdam Brentonが、Myproteinのサイトで購入した1.45kgのチョコレート風味のホエイプロテインの中に死亡したマウスを見つけたと伝えられている。彼は、バッグの底にマウス死体を発見する前に、そのプロテインを3週間使用していたと主張した。
BrentonはソーシャルメディアプラットフォームのTwitterを利用して、同社のカスタマーサービスに失望したことを表明した。
Brentonの同意を得て、リバプール大学に承認された食品安全の専門家Ecolabによって、プロテインの袋がテストされた。結果は、マウスはプロテインの袋ではなく、プロテイン商品のバッチが完成した約３週間後にマウスが死亡したことを示した。
その結果、BrentonはThe Hut.com LtdおよびCend Ltdにいくらかの損害賠償および訴訟費用の支払いを命じられた。その後、当時の記事を扱った多くのニュースメディアが、クレームに関してブランドに対して謝罪を投稿した。
2020年9月11日、20代男性がスポーツ栄養食品であるカーボクラッシャーを開封したところ、「大量の虫が生きたまま出てきた」とツイッターに報告した。同様の報告が他のユーザーからも数件投稿された。これを受け、マイプロテイン社は9月15日、公式ブログに以下の謝罪文を掲載した。
「平素より弊社商品に格段のご愛顧を賜り、厚く御礼申し上げます。この度カーボクラッシャーの一部において、異物が混入しているものがあることが判明いたしました。（中略）予防措置として、問題となっている製品は、調査が行われている間、全世界の当社サイトから削除しております。独立した第三者機関がこの問題を調査した結果、問題の製品が輸送中に発生した事故であると判断しました。調査の結果、製品の欠陥は、消費された場合、人の健康へのリスクをもたらすものではないと結論付けました。（後略）」
その後、ユーザーから公表した謝罪文に対する多数を批判を受け、カーボクラッシャーに関する追加の報告文書を、英文に日本語訳をつけた形で、公式サイトやブログにて公開した。
「弊社製品、カーボクラッシャーの一部に発生した問題に関しまして、日頃よりご愛顧頂いておりますお客様に心よりお詫び申し上げます。弊社および独立した第三者の専門家による徹底した調査の結果、この問題の性質と発生源を特定し、今後このような問題が繰り返されることのないよう、サプライチェーン内で新たに厳格な対策を実施いたします。この問題の性質と発生源の詳細は以下に記載させていただきました。なお、こちらの詳細は、第一に英国内にある第三者パートナーが製造する少数のカーボクラッシャー製品にのみに限定して発生しており、第二にこの製品がイギリスからシンガポールへ輸送された際に発生したことをご説明する内容となっております。（後略）」